# Macaca leucogenys
Macaca leucogenys, på svenska kallad vitkindad makak är en primat i släktet makaker som förekommer i sydvästra Tibet.
Arten har jämförd med nära besläktade makaker en mer enhetlig utformat päls på ryggen och en tätare päls på undersidan. Den ganska korta svansen är bara glest täckt med hår. Kring kinderna och hakan förekommer ett ljust till vitaktigt skägg och pälsen på djurets nacke är ganska tjock. Nakna delar av ansiktet kring munnen och ögonen är mörka.
Med en vikt av 2 till 13 kg är honor lättare än hannar som väger 5 till 18 kg. Individerna är främst aktiva på eftermiddagen och de vilar på natten. Exemplar som känner sig hotade har höga varningsläten.
Macaca leucogenys lever i olika slags skogar i regioner som ligger 1395 till 2700 meter över havet.
Beståndet hotas av jakt samt av landskapsförändringar när vattenkraftverk etableras. Arten listas inte än av IUCN (maj 2018).